# Strophocerus sericea
Strophocerus sericea är en fjärilsart som beskrevs av William Schaus 1906. Strophocerus sericea ingår i släktet Strophocerus och familjen tandspinnare. Inga underarter finns listade i Catalogue of Life.